# Biel Fuster
Biel Fuster (Palma de Mallorca, 8 de noviembre de 1973) es un director y productor de cine y televisión. En sus primeros pasos artísticos estudió solfeo, piano y canto en el Conservatorio de dicha ciudad balear.
Cursó estudios universitarios en Administración de Empresas en Esade (Barcelona) y Cine en el CECC ( Barcelona).
Productor, guionista y director de cine fundó, junto con Daniel Delevin, la productora Showme Latin Entertainment. Producciones como  Nunca es domingo y Colours le abrieron exitosamente el mercado internacional con numerosos premios y reconocimientos.